# Eliasz Michał Rymwid
Eliasz Michał Rymwid herbu Lis Odmienny – marszałek lidzki w latach 1690–1696, podkomorzy lidzki w latach 1682/1683–1690, surogator grodzki wileński w 1682 roku, podstoli lidzki w latach 1678–1682/1683, podstarości lidzki w latach 1671–1682, sędzia grodzki lidzki do 1671 roku.
Jako poseł na sejm elekcyjny 1669 roku z powiatu lidzkiego podpisał pacta conventa Michała Korybuta Wiśniowieckiego w 1669 roku. Jako deputat do sądu generalnego kapturu podpisał pacta conventa Jana III Sobieskiego w 1674 roku. Poseł na sejm koronacyjny 1676 roku z Lidy. Poseł na sejm grodzieński 1678–1679 roku. Poseł na sejm 1685 roku, deputat do konstytucji z Wielkiego Księstwa Litewskiego.